# あfろ
あfろ（あふろ）は、日本の漫画家。性別非公開。静岡県浜松市出身、山梨県甲府市在住。

## 人物・作風
主に『まんがタイムきらら』やその姉妹誌などで執筆している。高瀬司から「このマンガがすごい!Web」にてその独特な世界観を「あfろワールド」と表現されている。
ペンネームは、デビュー前にある掲示板でいつもアフロヘアーのキャラを描いていて、「アフロの人」と呼ばれていたことに由来している。
取材の際の写真撮影には全天球カメラを使用している。
元々ガジェットに興味があり、機械工作なども行っており、それが「mono」に繋がっている。実際に同作ではカメラや旅行などに留まらず、自作キーボードなどを題材にした話なども執筆している。
『水曜どうでしょう』（北海道テレビ）のファンであることを公言しており、2019年には藤村忠寿・嬉野雅道の両ディレクターと、アニメ『ゆるキャン△』プロデューサーの堀田将市（DeNA）の4人で飲んだこともあるという。

## 作品リスト

### 漫画作品

#### 連載
- 月曜日の空飛ぶオレンジ。（『まんがタイムきららミラク』vol.1〈2011年〉 - 2013年7月号）
- 魔法少女ほむら☆たむら 〜平行世界がいつも平行であるとは限らないのだ。〜（『まんがタイムきらら☆マギカ』Vol.1〈2012年〉 - Vol.28〈2016年〉）
- UFOOOOOPS!!（『まんがタイムきららカリノ』Vol.3〈2012年〉[7] - Vol.6〈2013年 / 未完〉） - 未単行本化。
- シロクマと不明局（『まんがタイムきららミラク』2013年8月号 - 2015年5月号）
- ゆるキャン△（『まんがタイムきららフォワード』2015年7月号[8] - 2019年4月号→『COMIC FUZ』2019年3月29日 - 連載中）
- mono（『まんがタイムきららミラク』2017年5月号・7月号[9] - 2017年12月号→『まんがタイムきららキャラット』2018年2月号 - 連載中）

#### 読み切り
- サワヤカさやか（原案：Magica Quartet、『魔法少女まどか☆マギカ アンソロジーコミック』1巻、2011年） - 『魔法少女まどか☆マギカ』のアンソロジー寄稿作品[10]。
- 『けいおん!』のアンソロジー寄稿作品（原作：かきふらい、『けいおん!ストーリーアンソロジーコミック』1巻、2011年）[11]
- 『ひだまりスケッチ』のアンソロジー寄稿作品（原作：蒼樹うめ、『ひだまりスケッチ ストーリーアンソロジーコミック』1巻、2012年）[12]
- 桜Dream（原作：タチ、『桜Trick アンソロジーコミック』1巻、2017年） - 『桜Trick』のアンソロジー寄稿作品[13]。
- アメリカンうさぎですか?（原作：Koi、『ご注文はうさぎですか? アンソロジーコミック』1巻、2017年） - 『ご注文はうさぎですか?』のアンソロジー寄稿作品[14]。
- 職業方向オンチ（原作：琴慈、『あんハピ♪アンソロジーコミック 吉』、2016年） - 『あんハピ♪』のアンソロジー寄稿作品。カバー下に掲載[15]。
- ゆるmono わくわくオークション（『まんがタイムきららキャラット』2021年3月号） - 『mono』と『ゆるキャン△』のコラボ漫画[16]。『mono』3巻に収録。

### 書籍
- 『月曜日の空飛ぶオレンジ。』、芳文社〈まんがタイムKRコミックス〉2012年 - 2013年、全2巻
- 『魔法少女ほむら☆たむら 〜平行世界がいつも平行であるとは限らないのだ。〜』、芳文社〈まんがタイムKRコミックス〉2013年 - 2016年、全3巻
- 『シロクマと不明局』、芳文社〈まんがタイムKRコミックス〉2014年 - 2015年、全2巻
- 『ゆるキャン△』、芳文社〈まんがタイムKRコミックス〉2015年[17] - 刊行中、既刊17巻（2025年3月12日現在）
- 『mono』、芳文社〈まんがタイムKRコミックス〉2018年[18] - 刊行中、既刊5巻（2025年6月26日現在）

### その他
- 魔法少女まどか☆マギカ the illustrated book（『魔法少女まどか☆マギカ』のイラスト集、2013年）[19]
- マギアレコード 魔法少女まどか☆マギカ外伝（ゲーム、2017年）毬子あやかのキャラクターデザイン
- きららファンタジア（ゲーム、2017年）
  - カルダモンのキャラクターデザイン
  - ゆるキャン△の各キャラクターのデザイン、シナリオやアイテムなどの監修、作家クエストのシナリオなど
- Special Thanks! アニバーサリースペシャル盤特典スペシャルブック（2020年）イラスト参加[20]
- キャラットちゃん15歳（『まんがタイムきららキャラット』2020年11月号付属小冊子）イラスト参加[21]